# W76
W76 — американська термоядерна боєголовка, розроблена для використання на балістичних ракетах підводного базування (БРПЛ) UGM-96 Trident I, яка згодом перейшла на UGM-133 Trident II, оскільки Trident I було виведено з експлуатації. Перший варіант, W76 mod 0 (W76-0), виготовлявся з 1978 по 1987 рік і був поступово замінений на W76 mod 1 (W76-1) між 2008 і 2018 роками, повністю замінивши Mod 0 в активному запасі. У 2018 році було оголошено, що деякі боєголовки Mod 1 будуть перетворені на нову малопотужну версію W76 Mod 2 (W76-2). Перші боєголовки Mod 2 були розгорнуті наприкінці 2019 року.

## Історія
Боєголовка спочатку виготовлялася з 1978 по 1987 рік і була розроблена Національною лабораторією Лос-Аламоса. Спочатку встановлювалась на системі БРПЛ Trident I, але після того, як завод Rocky Flats, де виготовлявся її наступник W88, був закритий у 1989 році після виробництва лише 400 боєголовок, було вирішено передати боєголовки W76 на Trident II.
Програма продовження терміну експлуатації (LEP) для 800 боєголовок була схвалена урядом США у 2000 році, потім збільшена до 2000. Метою LEP було продовжити термін служби на 20 років і додати нові функції безпеки. Виробництво W76-1 почалося у вересні 2008 року, а Національне управління ядерної безпеки завершило оновлення всіх боєголовок W76-0 до дизайну W76-1 у грудні 2018 року.
2018 Nuclear Posture Review оголосив, що новий варіант, W76-2, буде виготовлено. Варіант W76-2 описується як боєголовка малої потужності, яка оцінюється приблизно в 5-7 кілотонн тротилового еквівалента. Національне управління з ядерної безпеки оголосило, що почало виробництво W76-2 у січні 2019 року. Початкова експлуатаційна здатність очікується в останньому кварталі 2019 року, і очікується, що виробництво триватиме до 2024 фінансового року на заводі Pantex. За даними FAS, боєголовка W76-2 вперше була розгорнута на USS Tennessee під час його оперативного патрулювання наприкінці 2019 року. У лютому 2020 року Міністерство оборони США підтвердило, що W76-2 було «запущено».
Боєголовка на цей час є найбільшою зброєю в ядерному арсеналі США, замінивши 50 кт W68, яка була встановлена на UGM-73 Poseidon.
Сполучене Королівство використовує ядерну зброю на основі конструкції W76 mod-1 під назвою «Holbrook».

## Конструкція

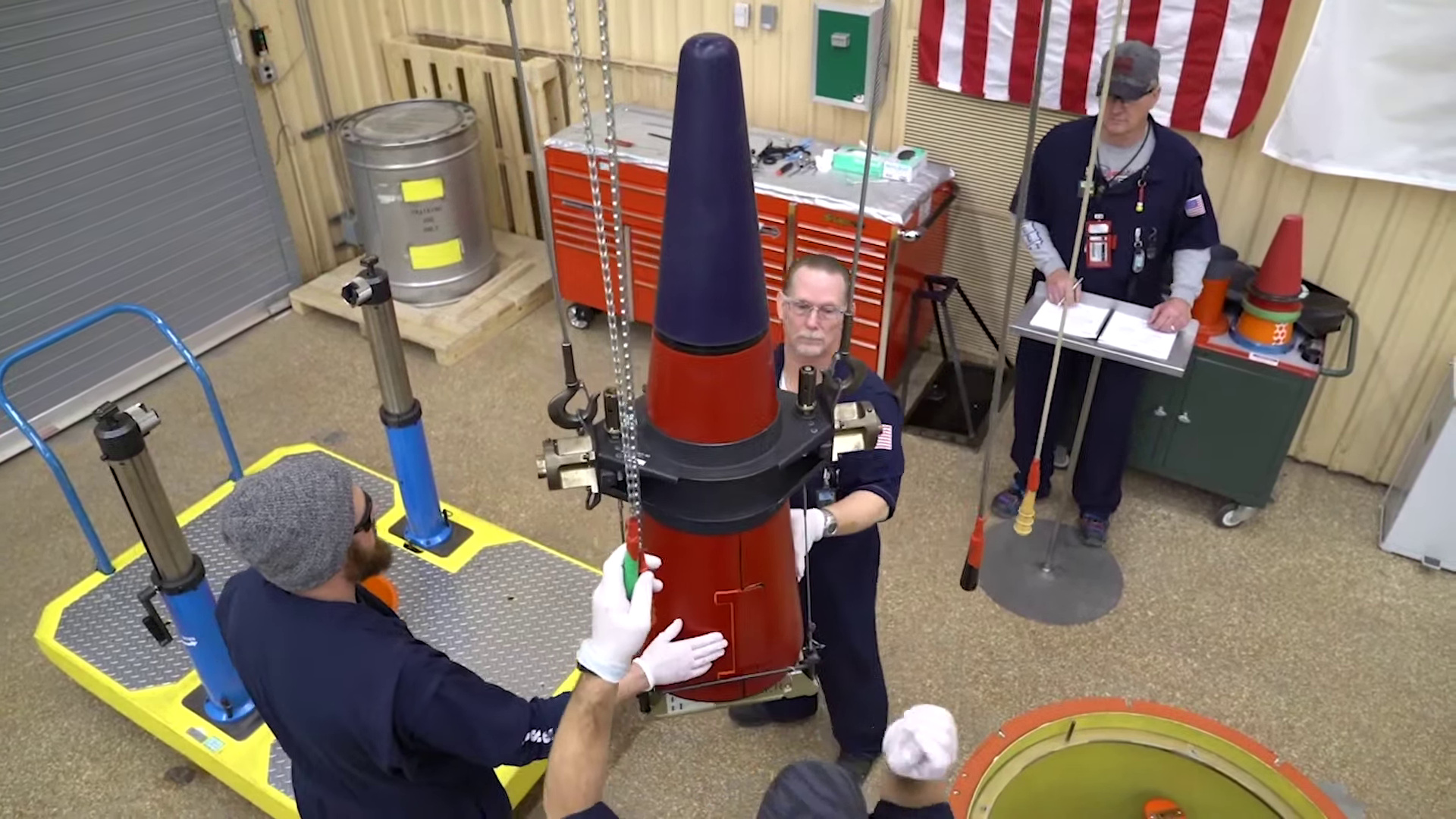
A W76-1

W76-0 мала проєктну продуктивність 100 кт, тоді як її заміна W76-1 мала вихід 90 кт. W76-2 має орієнтовну потужність від 5 до 7 кт.
W76-0 встановлювався всередину спускової машини Mk4 (на термінології ВМС США — кузова, що повертається), тоді як W76-1 і -2 встановлені всередині нової спускової машини Mk4A. Вага ракети-носія та боєголовки оцінюється приблизно в 95 кілограмів.
Під час W76-1 LEP боєголовка була оснащена новою системою озброєння, підривника та стрільби (AF&F) MC4700. Система AF&F MC4700 збільшує імовірність ураження боєголовками таких важких цілей, як силоси та бункери. Він досягає цього, спочатку обчислюючи дальність до цілі за межами атмосфери (тобто до того, як атмосфера зможе змінити траєкторію боєголовки), а потім постійно обчислює її положення на лінії на основі прискорення. Якщо контактний підривник спрацьовує (наприклад, не досягає цілі або влучає в ціль), боєголовка детонує, але якщо підривник розраховує, що він перевищив ціль, він підриває боєголовку до того, як вона зможе покинути радіус ураження цілі (радіус ураження — це сфера, а не коло). Для порівняння, боєголовка без такого інтелектуального підривника, перевищивши ціль, продовжувала б летіти, залишаючи радіус ураження, де детонація знищила б ціль, і вдарилася б об землю, що призвело б у дію ударний детонатор і детонувала б боєголовка за межами радіуса ураження.